# Phyllozelus productus
Phyllozelus productus är en insektsart som först beskrevs av Walker, F. 1870.  Phyllozelus productus ingår i släktet Phyllozelus och familjen vårtbitare. Inga underarter finns listade i Catalogue of Life.